# Athemistus aethiops
Athemistus aethiops là một loài bọ cánh cứng trong họ Cerambycidae.